# .17 Remington Fireball
.17 Remington Fireball було створено в 2007 році компанією Remington Arms Company у якості конкурента набою wildcat, .17 Mach IV. Заводські набої мають кулю вагою1.3 г, швидкість 1,219 м/с. Швидкість майже така сама як і у набою .17 Remington, але заряд пороху значно менший, а тому менше бруднить ствол і має меншу температуру. Обидва набої підходять для масових стрільців, наприклад, для вармінтингу.

## Опис
Набій створено на основі набою .221 Remington Fireball шляхом обжимання дульця гільзи до .17 калібру і є дуже схожим набій .17 Mach IV. У звітах про ці набої зазначено помірний відбій, високу швидкість, з мінімальним шумом.

## Параметри

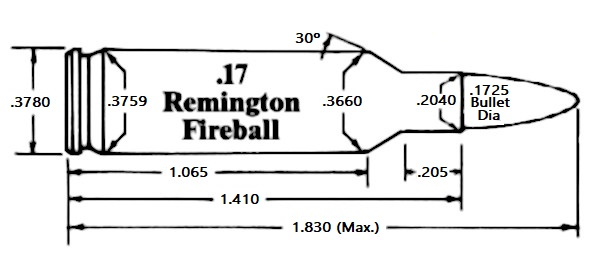

## Галерея

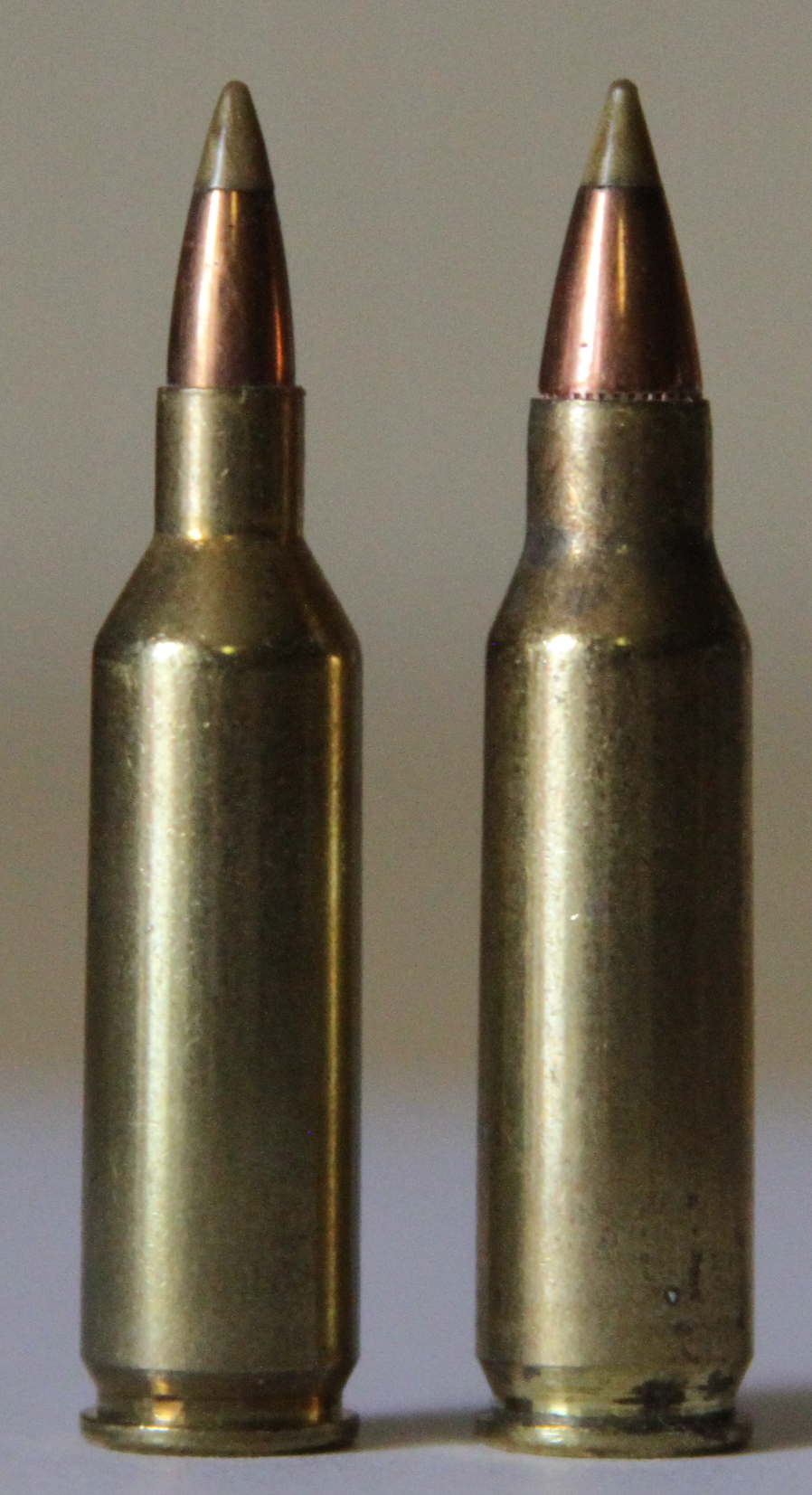
Набій .17 Remington Fireball поряд з набоєм .221 Remington Fireball, гільзи однакові.
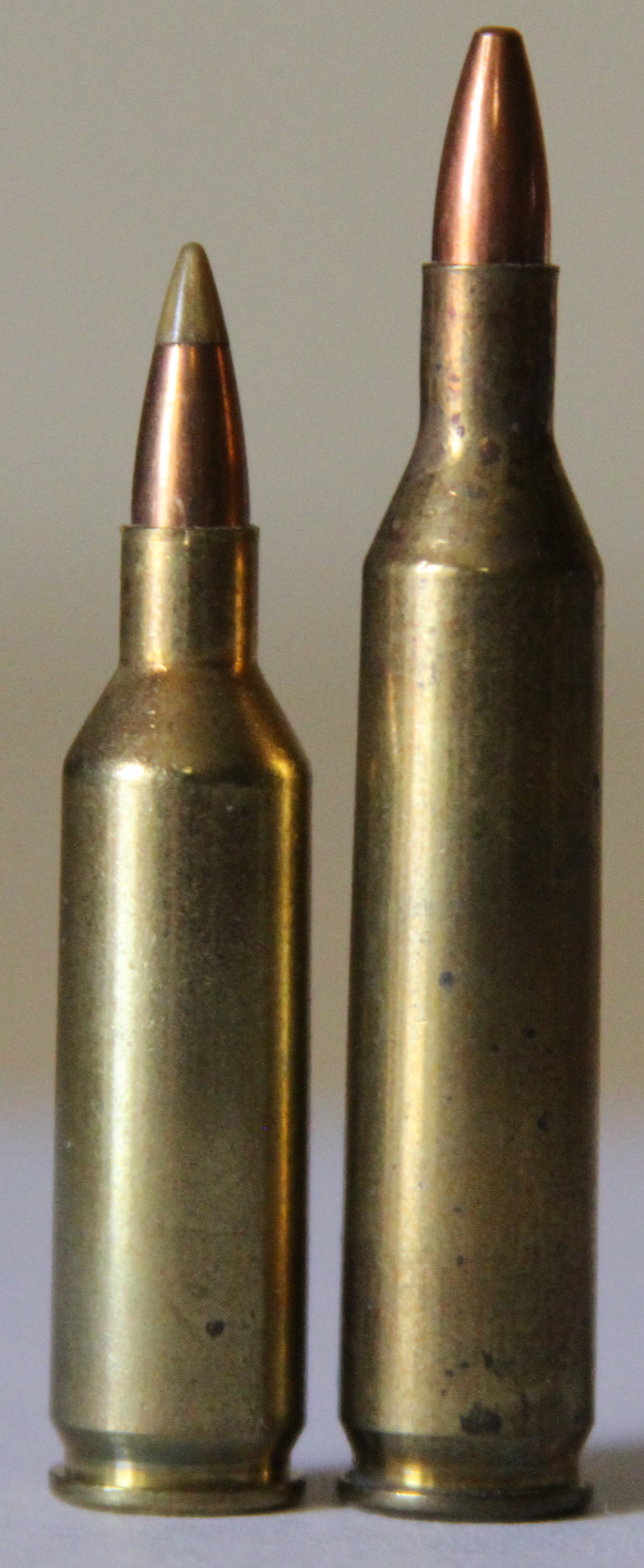
Набій .17 Remington Fireball поряд з набоєм .17 Remington.
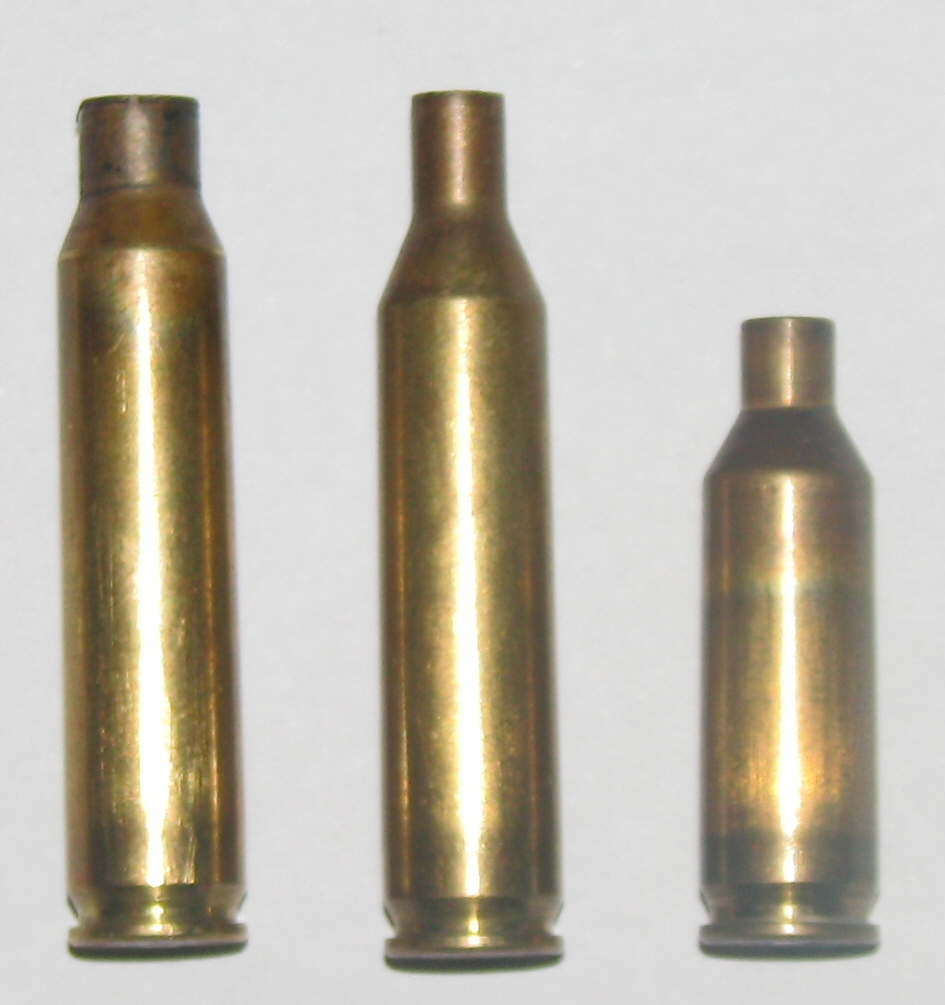
Зліва направо набої - .223 Rem, .17 Rem, .17 Fireball.